# Lista utworów Alice in Chains

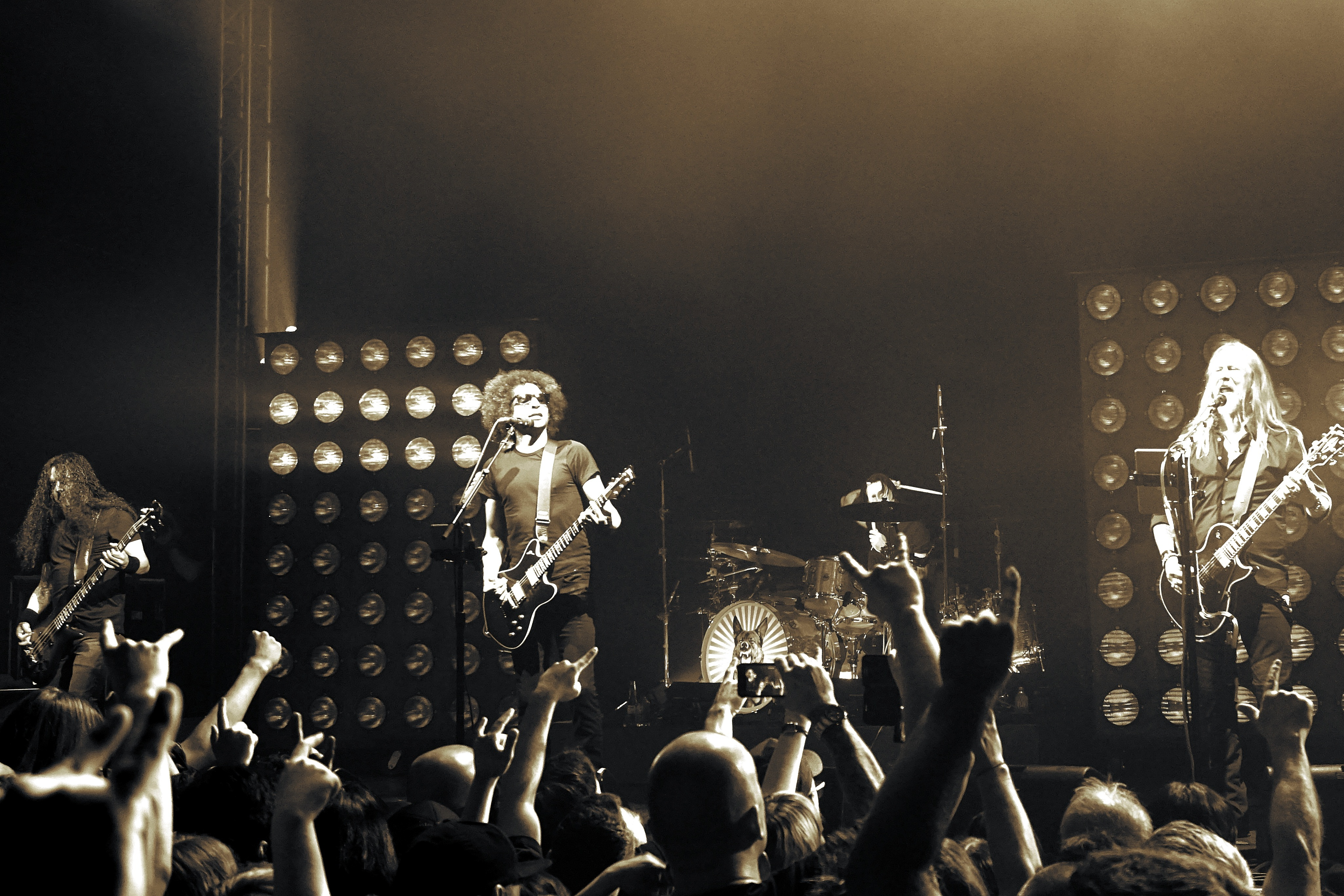
Alice in Chains (2018)

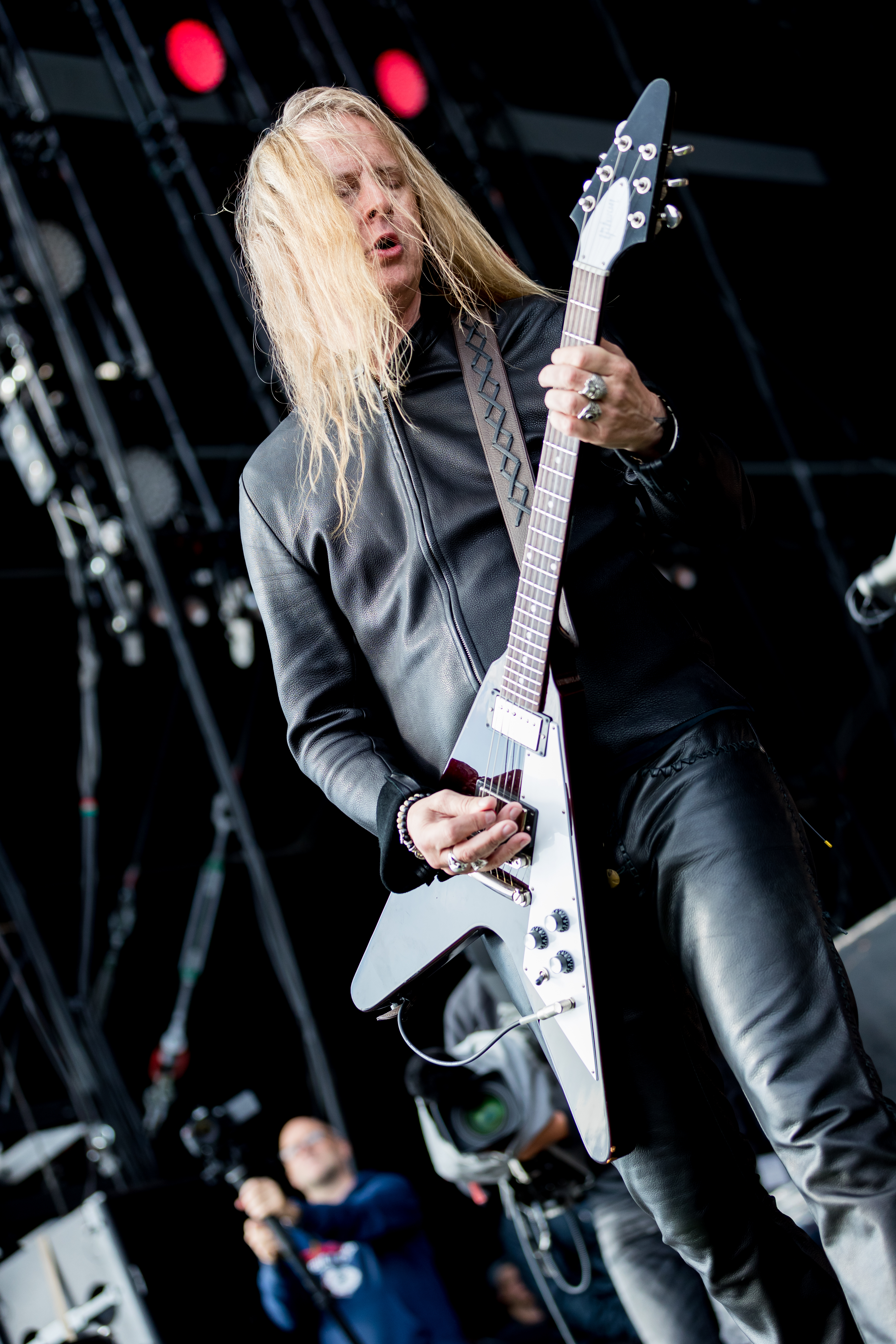
Jerry Cantrell (na zdj. w 2019), główny autor utworów zespołu

Amerykański zespół muzyczny Alice in Chains ma w swoim dorobku sześć albumów studyjnych, trzy minialbumy, pięć kompilacji i dwa albumy koncertowe. W 1992 członkowie zespołu współtworzyli ścieżkę dźwiękową do komedii romantyczno-obyczajowej Samotnicy (1992, reż. Cameron Crowe), którą promował singel „Would?” autorstwa gitarzysty Jerry’ego Cantrella. Rok później na ścieżce dźwiękowej do filmu Bohater ostatniej akcji (1993, reż. John McTiernan) wykorzystano dwie premierowe kompozycje Alice in Chains – „A Little Bitter” i „What the Hell Have I”, nagrane wiosną 1993 w Bad Animals Studio (druga z nich ukazała się na singlu). W 1994 „Got Me Wrong”, utwór pochodzący z minialbumu Sap (1992), zamieszczono na ścieżce dźwiękowej do filmu niskobudżetowego Clerks – Sprzedawcy (1994, reż. Kevin Smith).
W 1996, podczas koncertu z serii MTV Unplugged, zespół premierowo wykonał utwór „Killer is Me”, napisany przez Cantrella. Wszedł on w skład zestawu zawartego na albumie Unplugged (1996) – promowanego singlem „Over Now”, oryginalnie pochodzącym z trzeciego albumu studyjnego Alice in Chains (1995). Przy okazji premiery pierwszej w dorobku Alice in Chains kompilacji Nothing Safe: Best of the Box (1999), opublikowano singel „Get Born Again”, nagrany w 1998 podczas jesiennej sesji w Eldorado Recording Studios i Robert Lang Studios. Na wydanym 26 października 1999 4-płytowym retrospekcyjnym box secie Music Bank – oprócz kompilacji przebojów – zamieszczono m.in. nieopublikowane nagrania: „Fear the Voices” i „Lying Season” (odrzuty ze starszych sesji do soundtracku do Samotników i albumu Dirt [1992]) i „Died” (ostatni z nich zarejestrowany w trakcie sesji z 1998), remiksy, pochodzące z 1988, 1990 i 1991 dema, a także wersje koncertowe.
W listopadzie 2016 członkowie Alice in Chains zaprezentowali własną interpretację utworu „Tears” z repertuaru progresywnej grupy Rush, z okazji 40. rocznicy opublikowania czwartego albumu studyjnego kanadyjskiej formacji 2112 (1976).
Poniższa lista łącznie składa się ze stu utworów (dziewięćdziesięciu siedmiu autorskich, skomponowanych przez członków zespołu – wyjątek stanowią „Queen of the Rodeo”, „Suffragette City” i „Tears”), z czego osiemdziesiąt dziewięć to kompozycje studyjne, dziesięć nagrano w wersjach demonstracyjnych, a jedną zarejestrowano w wersji koncertowej.

## Lista utworów
Poniższa tabela prezentuje utwory wchodzące w skład dyskografii zespołu, które zostały wydane na różnych wydawnictwach muzycznych.

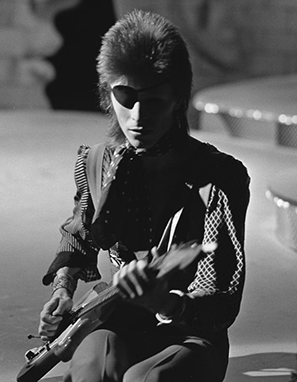
W 1988 zespół zarejestrował cover „Suffragette City” Davida Bowiego (na zdj. w 1974)

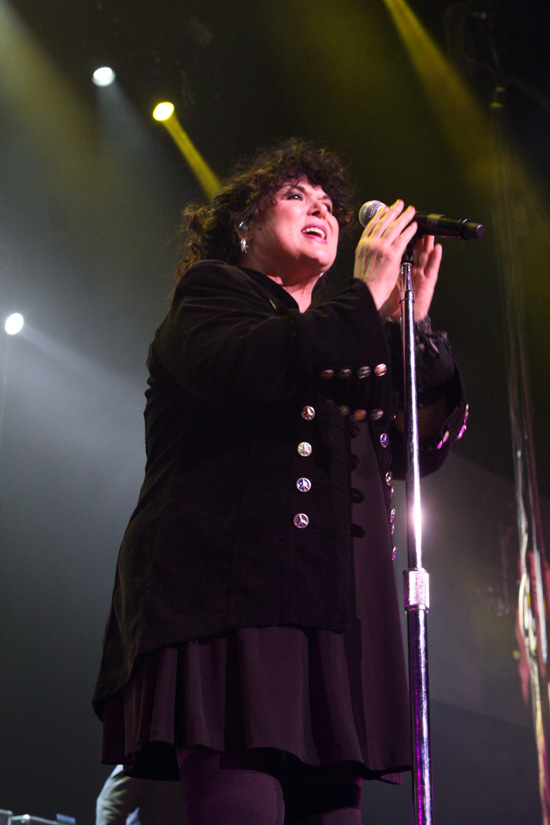
Ann Wilson, wokalistka Heart (na zdj. w 2011), wystąpiła w trzech utworach na minialbumie Sap (1992): „Brother”, „Am I Inside” i „Love Song”

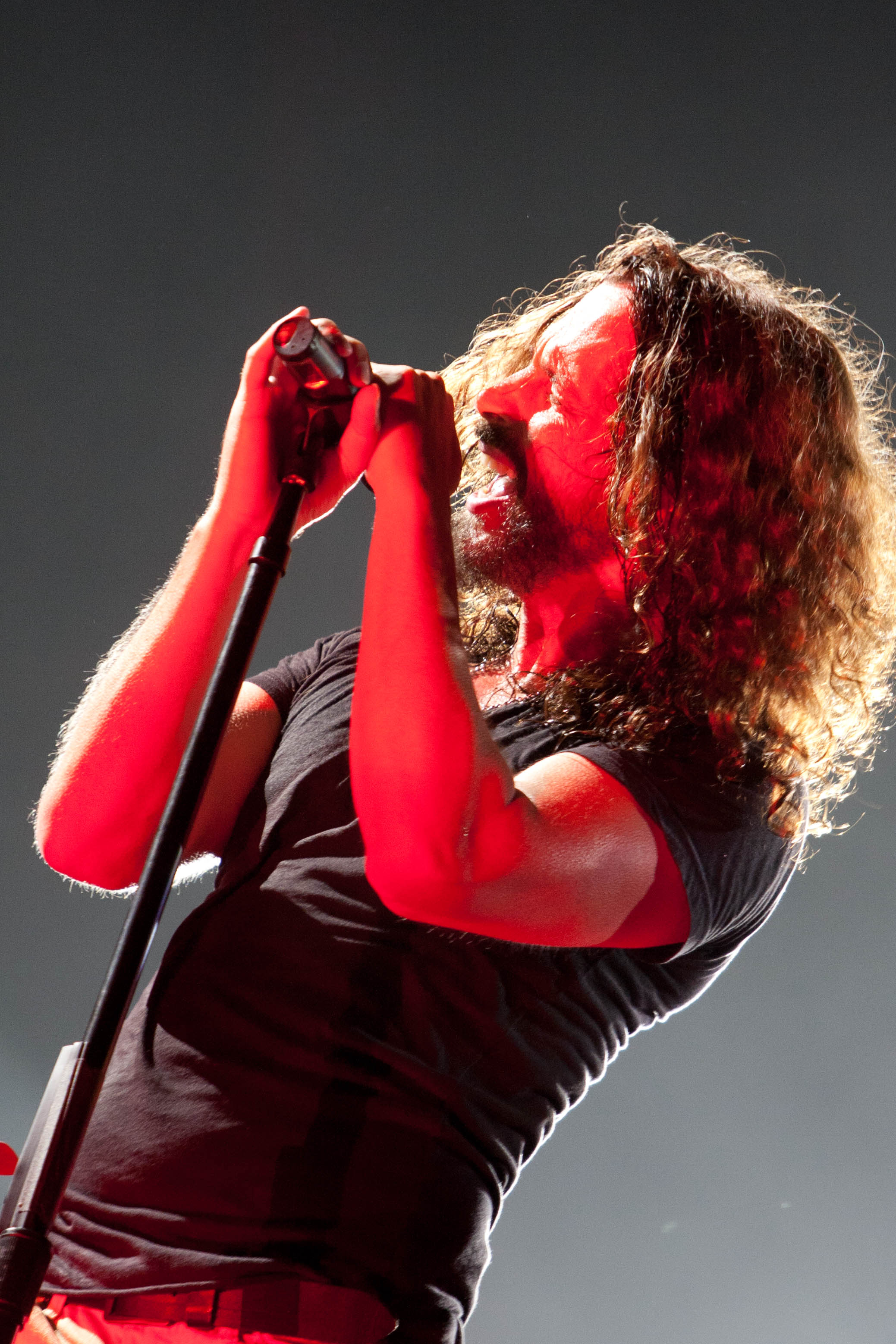
Chris Cornell (na zdj. w 2011), wokalista Soundgarden, wystąpił na minialbumie Sap w utworze „Right Turn”

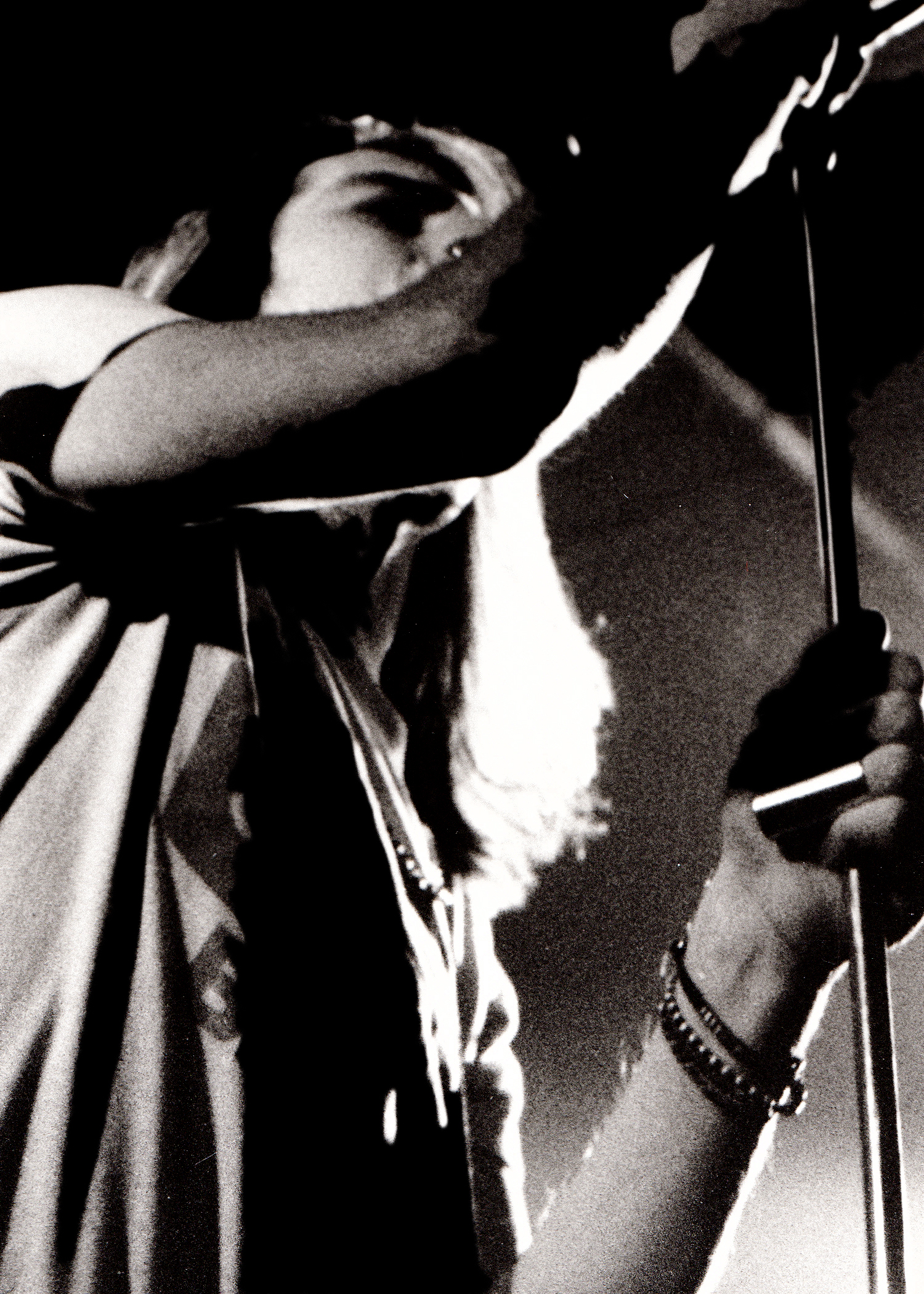
Mark Arm (na zdj. w 1989), frontman Mudhoney, wystąpił na minialbumie Sap w utworze „Right Turn”

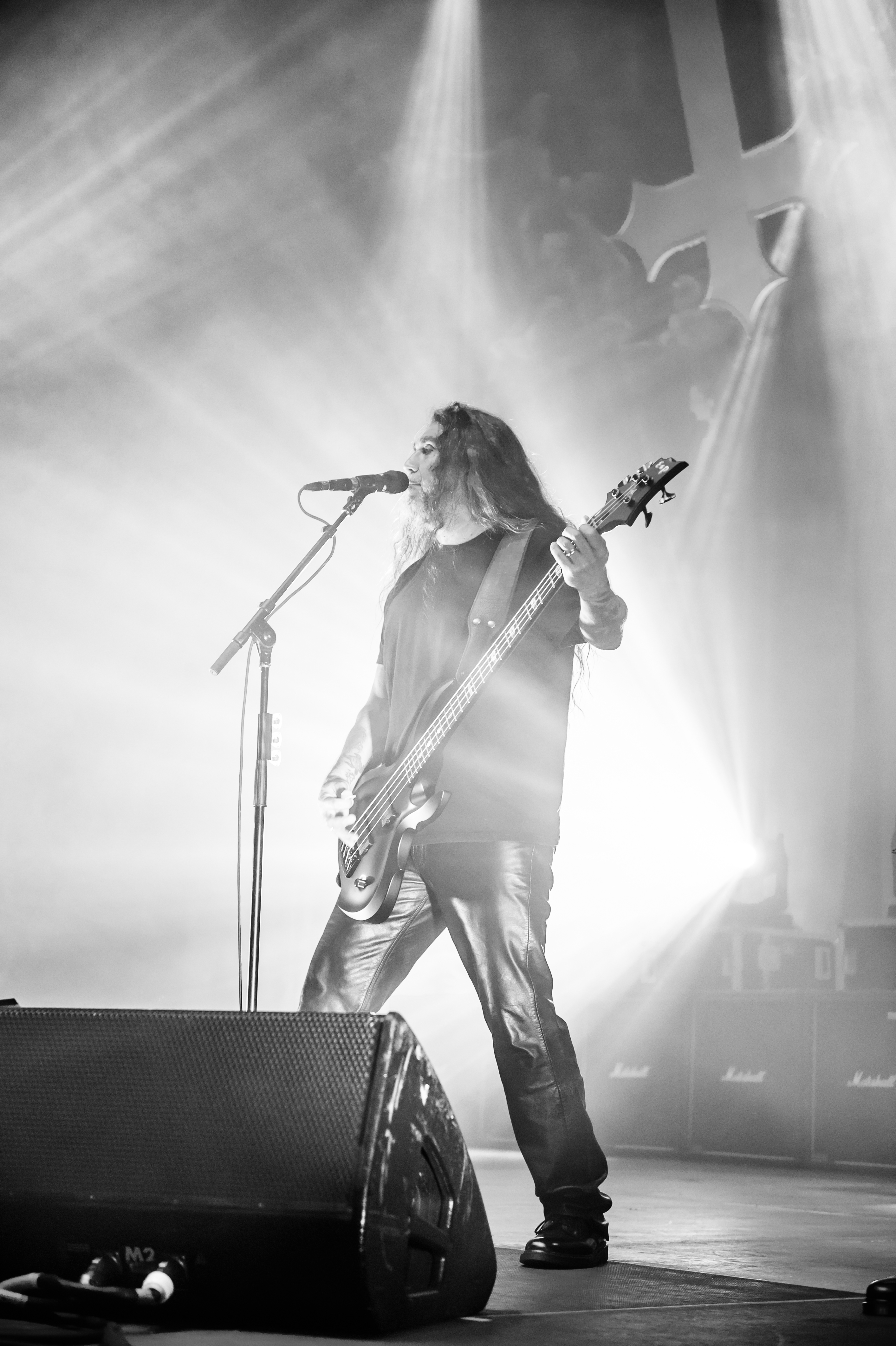
Tom Araya (na zdj. w 2015), wokalista i basista Slayera, wystąpił na albumie Dirt (1992), użyczając głosu w utworze „Untitled”

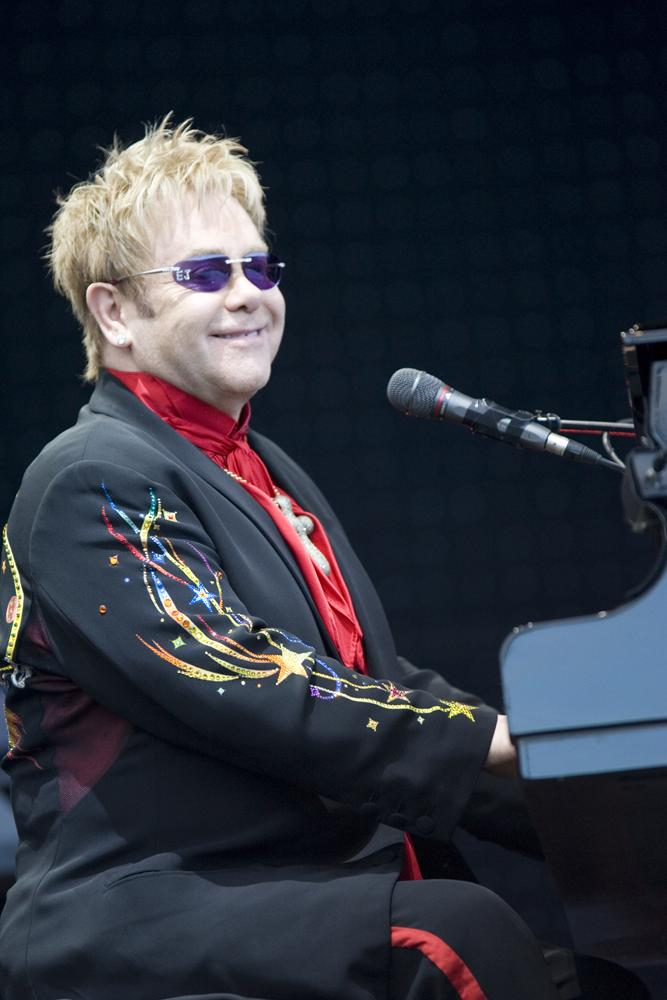
Elton John (na zdj. w 2008) zagrał na fortepianie w kompozycji „Black Gives Way to Blue” z albumu o tej samej nazwie (2009)

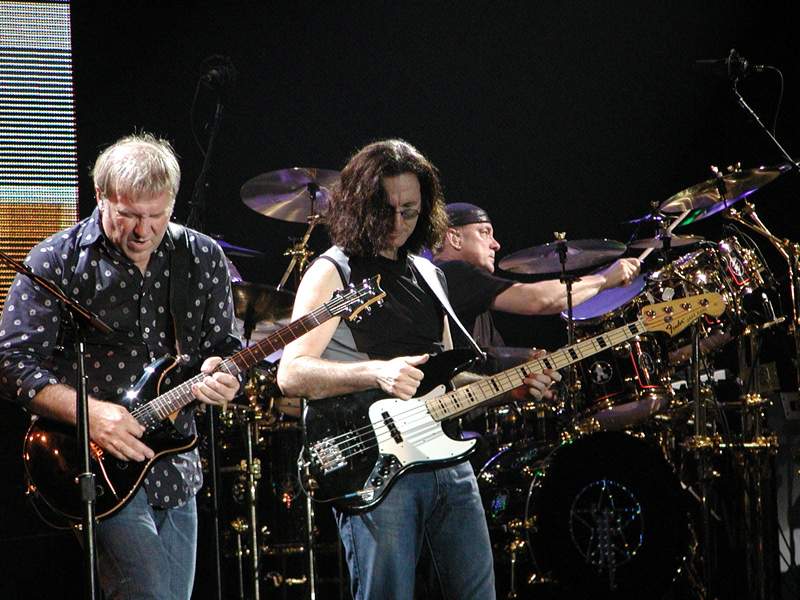
W 2016 zespół zarejestrował własną interpretację utworu „Tears” z repertuaru Rush (na zdj. w 2004), z okazji 40. rocznicy wydania albumu 2112 (1976)

|  | Utwór wydany jako singel                   |
|  | Utwór zarejestrowany jedynie w wersji demo |
|  | Utwór wydany jako singel promocyjny        |

| Tytuł                          | Autorstwo                                                 | Album                                                    | Rok  | Źródło        |
| ------------------------------ | --------------------------------------------------------- | -------------------------------------------------------- | ---- | ------------- |
| „A Little Bitter”              | Layne Staley • Jerry Cantrell • Mike Inez • Sean Kinney   | Last Action Hero: Music from the Original Motion Picture | 1993 | [ 26 ]        |
| „A Looking in View”            | Jerry Cantrell • William DuVall • Mike Inez • Sean Kinney | Black Gives Way to Blue                                  | 2009 | [ 27 ]        |
| „Acid Bubble”                  | Jerry Cantrell                                            | Black Gives Way to Blue                                  | 2009 | [ 27 ]        |
| „Again”                        | Layne Staley • Jerry Cantrell                             | Alice in Chains                                          | 1995 | [ 28 ]        |
| „All I Am”                     | Jerry Cantrell                                            | Rainier Fog                                              | 2018 | [ 29 ]        |
| „All Secrets Known”            | Jerry Cantrell                                            | Black Gives Way to Blue                                  | 2009 | [ 27 ]        |
| „Am I Inside”                  | Layne Staley • Jerry Cantrell                             | Sap (EP)                                                 | 1992 | [ 30 ]        |
| „Angry Chair”                  | Layne Staley                                              | Dirt                                                     | 1992 | [ 31 ]        |
| „Bite the Bullet”              | b.d.                                                      | The Treehouse Tapes (demo)                               | 1988 | [ 32 ]        |
| „Black Gives Way to Blue”      | Jerry Cantrell                                            | Black Gives Way to Blue                                  | 2009 | [ 27 ]        |
| „Bleed the Freak”              | Jerry Cantrell                                            | Facelift                                                 | 1990 | [ 35 ]        |
| „Breath on a Window”           | Jerry Cantrell                                            | The Devil Put Dinosaurs Here                             | 2013 | [ 36 ]        |
| „Brother”                      | Jerry Cantrell                                            | Sap (EP)                                                 | 1992 | [ 30 ]        |
| „Brush Away”                   | Layne Staley • Jerry Cantrell • Mike Inez • Sean Kinney   | Alice in Chains                                          | 1995 | [ 28 ]        |
| „Check My Brain”               | Jerry Cantrell                                            | Black Gives Way to Blue                                  | 2009 | [ 27 ]        |
| „Chemical Addiction”           | b.d.                                                      | The Treehouse Tapes (demo)                               | 1988 | [ 32 ]        |
| „Choke”                        | Jerry Cantrell • Mike Inez • Sean Kinney                  | The Devil Put Dinosaurs Here                             | 2013 | [ 36 ]        |
| „Confusion”                    | Layne Staley • Jerry Cantrell • Mike Starr                | Facelift                                                 | 1990 | [ 35 ]        |
| „Dam That River”               | Jerry Cantrell                                            | Dirt                                                     | 1992 | [ 31 ]        |
| „Deaf Ears Blind Eyes”         | Jerry Cantrell                                            | Rainier Fog                                              | 2018 | [ 29 ]        |
| „The Devil Put Dinosaurs Here” | Jerry Cantrell • Mike Inez • Sean Kinney                  | The Devil Put Dinosaurs Here                             | 2013 | [ 36 ]        |
| „Died”                         | Layne Staley • Jerry Cantrell                             | Music Bank                                               | 1999 | [ 37 ]        |
| „Dirt”                         | Layne Staley • Jerry Cantrell                             | Dirt                                                     | 1992 | [ 31 ]        |
| „Don’t Follow”                 | Jerry Cantrell                                            | Jar of Flies (EP)                                        | 1994 | [ 38 ]        |
| „Down in a Hole”               | Jerry Cantrell                                            | Dirt                                                     | 1992 | [ 31 ]        |
| „Drone”                        | Jerry Cantrell • Mike Inez • Sean Kinney                  | Rainier Fog                                              | 2018 | [ 29 ]        |
| „Fairytale Love Story”         | b.d.                                                      | The Treehouse Tapes (demo)                               | 1988 | [ 32 ]        |
| „Fear the Voices”              | Layne Staley • Jerry Cantrell • Mike Starr                | Music Bank                                               | 1999 | [ 37 ]        |
| „Fly”                          | Jerry Cantrell • Sean Kinney                              | Rainier Fog                                              | 2018 | [ 29 ]        |
| „Frogs”                        | Layne Staley • Jerry Cantrell • Mike Inez • Sean Kinney   | Alice in Chains                                          | 1995 | [ 28 ]        |
| „Get Born Again”               | Layne Staley • Jerry Cantrell                             | Nothing Safe: Best of the Box                            | 1999 | [ 46 ]        |
| „God Am”                       | Layne Staley • Jerry Cantrell • Mike Inez • Sean Kinney   | Alice in Chains                                          | 1995 | [ 28 ]        |
| „God Smack”                    | Layne Staley • Jerry Cantrell                             | Dirt                                                     | 1992 | [ 31 ]        |
| „Got Me Wrong”                 | Jerry Cantrell                                            | Sap (EP)                                                 | 1992 | [ 30 ]        |
| „Grind”                        | Jerry Cantrell                                            | Alice in Chains                                          | 1995 | [ 28 ]        |
| „Hate to Feel”                 | Layne Staley                                              | Dirt                                                     | 1992 | [ 31 ]        |
| „Head Creeps”                  | Layne Staley                                              | Alice in Chains                                          | 1995 | [ 28 ]        |
| „Heaven Beside You”            | Jerry Cantrell • Mike Inez                                | Alice in Chains                                          | 1995 | [ 28 ]        |
| „Hollow”                       | Jerry Cantrell                                            | The Devil Put Dinosaurs Here                             | 2013 | [ 36 ]        |
| „Hung on a Hook”               | Jerry Cantrell                                            | The Devil Put Dinosaurs Here                             | 2013 | [ 36 ]        |
| „I Can’t Have You Blues”       | Jerry Cantrell                                            | The Treehouse Tapes (demo)                               | 1988 | [ 37 ]        |
| „I Can’t Remember”             | Layne Staley • Jerry Cantrell                             | Facelift                                                 | 1990 | [ 35 ]        |
| „I Know Somethin’ (‘Bout You)” | Jerry Cantrell                                            | Facelift                                                 | 1990 | [ 35 ]        |
| „I Stay Away”                  | Layne Staley • Jerry Cantrell • Mike Inez                 | Jar of Flies (EP)                                        | 1994 | [ 38 ]        |
| „It Ain’t Like That”           | Jerry Cantrell • Mike Starr • Sean Kinney                 | Facelift                                                 | 1990 | [ 35 ]        |
| „Junkhead”                     | Layne Staley • Jerry Cantrell                             | Dirt                                                     | 1992 | [ 31 ]        |
| „Killer is Me”                 | Jerry Cantrell                                            | Unplugged                                                | 1996 | [ 49 ]        |
| „Killing Yourself”             | Layne Staley • Jerry Cantrell                             | The Treehouse Tapes (demo)                               | 1988 | [ 37 ]        |
| „King of Kats”                 | Layne Staley • Jerry Cantrell                             | –                                                        | 1989 | [ 51 ]        |
| „Lab Monkey”                   | Jerry Cantrell                                            | The Devil Put Dinosaurs Here                             | 2013 | [ 36 ]        |
| „Last of My Kind”              | Jerry Cantrell • William DuVall                           | Black Gives Way to Blue                                  | 2009 | [ 27 ]        |
| „Lesson Learned”               | Jerry Cantrell                                            | Black Gives Way to Blue                                  | 2009 | [ 27 ]        |
| „Love Song”                    | Sean Kinney                                               | Sap (EP)                                                 | 1992 | [ 52 ]        |
| „Love, Hate, Love”             | Layne Staley • Jerry Cantrell                             | Facelift                                                 | 1990 | [ 35 ]        |
| „Low Ceiling”                  | Jerry Cantrell • Mike Inez • Sean Kinney                  | The Devil Put Dinosaurs Here                             | 2013 | [ 36 ]        |
| „Lying Season”                 | Layne Staley • Jerry Cantrell                             | Music Bank                                               | 1999 | [ 37 ]        |
| „Man in the Box”               | Layne Staley • Jerry Cantrell                             | Facelift                                                 | 1990 | [ 35 ]        |
| „Maybe”                        | Jerry Cantrell                                            | Rainier Fog                                              | 2018 | [ 29 ]        |
| „Never Fade”                   | Jerry Cantrell • William DuVall                           | Rainier Fog                                              | 2018 | [ 29 ]        |
| „No Excuses”                   | Jerry Cantrell                                            | Jar of Flies (EP)                                        | 1994 | [ 38 ]        |
| „Nothing’ Song”                | Layne Staley • Jerry Cantrell • Sean Kinney               | Alice in Chains                                          | 1995 | [ 28 ]        |
| „Nutshell”                     | Layne Staley • Jerry Cantrell • Mike Inez • Sean Kinney   | Jar of Flies (EP)                                        | 1994 | [ 38 ]        |
| „The One You Know”             | Jerry Cantrell                                            | Rainier Fog                                              | 2018 | [ 29 ]        |
| „Over Now”                     | Jerry Cantrell • Sean Kinney                              | Alice in Chains                                          | 1995 | [ 28 ]        |
| „Phantom Limb”                 | Jerry Cantrell • William DuVall • Mike Inez • Sean Kinney | The Devil Put Dinosaurs Here                             | 2013 | [ 36 ]        |
| „Pretty Done”                  | Jerry Cantrell                                            | The Devil Put Dinosaurs Here                             | 2013 | [ 36 ]        |
| „Private Hell”                 | Jerry Cantrell                                            | Black Gives Way to Blue                                  | 2009 | [ 27 ]        |
| „Put You Down”                 | Jerry Cantrell                                            | Facelift                                                 | 1990 | [ 35 ]        |
| „Queen of the Rodeo”           | Layne Staley • Jet Silver                                 | The Treehouse Tapes (demo)                               | 1988 | [ 37 ]        |
| „Rain When I Die”              | Layne Staley • Jerry Cantrell • Mike Starr • Sean Kinney  | Dirt                                                     | 1992 | [ 31 ]        |
| „Rainier Fog”                  | Jerry Cantrell                                            | Rainier Fog                                              | 2018 | [ 29 ]        |
| „Real Thing”                   | Layne Staley • Jerry Cantrell                             | Facelift                                                 | 1990 | [ 35 ]        |
| „Red Giant”                    | Jerry Cantrell • Mike Inez • Sean Kinney                  | Rainier Fog                                              | 2018 | [ 29 ]        |
| „Right Turn”                   | Jerry Cantrell                                            | Sap (EP)                                                 | 1992 | [ 30 ]        |
| „Rooster”                      | Jerry Cantrell                                            | Dirt                                                     | 1992 | [ 31 ]        |
| „Rotten Apple”                 | Layne Staley • Jerry Cantrell • Mike Inez                 | Jar of Flies (EP)                                        | 1994 | [ 38 ]        |
| „Scalpel”                      | Jerry Cantrell • Mike Inez • Sean Kinney                  | The Devil Put Dinosaurs Here                             | 2013 | [ 36 ]        |
| „Sea of Sorrow”                | Jerry Cantrell                                            | Facelift                                                 | 1990 | [ 35 ]        |
| „Shame in You”                 | Layne Staley • Jerry Cantrell • Mike Inez • Sean Kinney   | Alice in Chains                                          | 1995 | [ 28 ]        |
| „Sickman”                      | Layne Staley • Jerry Cantrell                             | Dirt                                                     | 1992 | [ 31 ]        |
| „Sludge Factory”               | Layne Staley • Jerry Cantrell • Sean Kinney               | Alice in Chains                                          | 1995 | [ 28 ]        |
| „So Close”                     | Layne Staley • Jerry Cantrell • Sean Kinney               | Alice in Chains                                          | 1995 | [ 28 ]        |
| „So Far Under”                 | William DuVall                                            | Rainier Fog                                              | 2018 | [ 29 ]        |
| „Social Parasite”              | Jerry Cantrell                                            | Music Bank                                               | 1989 | [ 37 ]        |
| „Stone”                        | Jerry Cantrell                                            | The Devil Put Dinosaurs Here                             | 2013 | [ 36 ]        |
| „Suffragette City”             | David Bowie                                               | The Treehouse Tapes (demo)                               | 1988 | [ 50 ]        |
| „Sunshine”                     | Jerry Cantrell                                            | Facelift                                                 | 1990 | [ 35 ]        |
| „Swing on This”                | Layne Staley • Jerry Cantrell • Mike Inez • Sean Kinney   | Jar of Flies (EP)                                        | 1994 | [ 38 ]        |
| „Take Her Out”                 | Jerry Cantrell                                            | Black Gives Way to Blue                                  | 2009 | [ 27 ]        |
| „Tears”                        | Geddy Lee                                                 | 2112–40th                                                | 2016 | [ 19 ]        |
| „Them Bones”                   | Jerry Cantrell                                            | Dirt                                                     | 1992 | [ 31 ]        |
| „Untitled”                     | Jerry Cantrell                                            | Dirt                                                     | 1992 | [ 31 ]        |
| „Voices”                       | Jerry Cantrell                                            | The Devil Put Dinosaurs Here                             | 2013 | [ 36 ]        |
| „We Die Young”                 | Jerry Cantrell                                            | Facelift                                                 | 1990 | [ 35 ]        |
| „Whale & Wasp”                 | Jerry Cantrell                                            | Jar of Flies (EP)                                        | 1994 | [ 38 ]        |
| „What the Hell Have I”         | Jerry Cantrell                                            | Last Action Hero: Music from the Original Motion Picture | 1993 | [ 26 ]        |
| „Whatcha Gonna Do”             | Layne Staley • Jerry Cantrell                             | The Treehouse Tapes (demo)                               | 1988 | [ 37 ]        |
| „When the Sun Rose Again”      | Jerry Cantrell                                            | Black Gives Way to Blue                                  | 2009 | [ 27 ]        |
| „Would?”                       | Jerry Cantrell                                            | Singles: Original Motion Picture Soundtrack Dirt         | 1992 | [ 64 ] [ 31 ] |
| „Your Decision”                | Jerry Cantrell                                            | Black Gives Way to Blue                                  | 2009 | [ 27 ]        |